# Carina Rabe
Gill Carina Rabe, född 20 juni 1957 i Malmö, är en svensk författare som skriver hästböcker för ungdomar.